# Kavalier der Straße

Logo

Die Arbeitsgemeinschaft Deutscher Tageszeitungen „Kavalier der Straße“ im DVR ist ein Zusammenschluss deutscher Tageszeitungen zur Förderung eines partnerschaftlichen Miteinanders im Straßenverkehr. Auf Vorschlag zeichnet sie vorbildliche Verkehrsteilnehmer als Kavalier der Straße aus.

## Organisation
Derzeit sind 31 regionale und überregionale Tageszeitungen in der Arbeitsgemeinschaft zusammengeschlossen. Die Arbeitsgemeinschaft ist Mitglied im Deutschen Verkehrssicherheitsrat und steht unter der Schirmherrschaft des Bundesverkehrsministers. Zusammenarbeit besteht mit dem ADAC und dem Bundesministerium für Verkehr und digitale Infrastruktur. Zwei gewählte Sprecher, stets ein Journalist und ein Verleger, vertreten die Arbeitsgemeinschaft nach außen. Geschäftsführer ist Gernot Sittner. 

## Geschichte
Im Jahr 1959 initiierten deutsche Zeitungsverlage die Aktion, um den Lesern ihrer Zeitung vorbildliche Verkehrsteilnehmer vorzustellen. Die Süddeutsche Zeitung, die schon einige Jahre zuvor mit der Aktion Kavalier am Steuer vorangegangen war, übernahm dabei eine Führungsrolle und führte dazu aus, Ziel sei „eine weitere Verbreitung jenes ritterlichen Geistes, der sich in selbstverständlicher Zuvorkommenheit und Hilfsbereitschaft aller Verkehrsteilnehmer auf unseren Straßen ausdrückt“.

## Tätigkeit
Seit der Gründung wurden mehr als 65.000 Verkehrsteilnehmer als „Kavalier der Straße“ ausgezeichnet. 
Unter dem Titel „Vorfahrt für sicheres Fahren – Jugend übernimmt Verantwortung“ startete der „Kavalier der Straße“ im Frühjahr 2008 ein neues Projekt zur Verkehrserziehung in den Schulen. Es transportiert – per Tageszeitung – die Themen Verkehrssicherheit und partnerschaftliches Verhalten im Straßenverkehr in den Unterricht. Getragen wird es vom Deutschen Verkehrssicherheitsrat, den gewerblichen Berufsgenossenschaften, pädagogisch begleitet vom IZOP-Institut („Zeitung in der Schule“). Das Projekt findet seitdem in jedem Schuljahr statt. Jede Zeitung, die der Arbeitsgemeinschaft angeschlossen ist, kann sich beteiligen.

## Auszeichnung Kavalier der Straße
Die Ausgezeichneten erhalten eine Urkunde, eine Ehrennadel und eine Plakette und werden in den Mitgliedszeitungen vorgestellt. Zur Jahrestagung der Arbeitsgemeinschaft sind jeweils die Kavaliere des vergangenen Jahres eingeladen. Vorschlagen kann jeder Verkehrsteilnehmer jeden anderen. Verleihungsgründe sind etwa Hilfeleistungen nach Verkehrsunfällen, besonders rücksichtsvolles, partnerschaftliches Verhalten im Straßenverkehr, geistesgegenwärtiges Verhalten beim Verhindern von Unfällen oder Verhinderung von Unfallflucht.

## Einzelbelege
1. ↑  swr.de vom 22. Januar 2010 - Der Preis "Kavalier der Straße" wurde 1959 zum ersten Mal verliehen.
2. ↑  Website zum Projekt auf der Website des IZOP-Institutes